# Elaine Burton, Baroness Burton of Coventry
Elaine Frances Burton, Baroness Burton of Coventry (* 2. März 1904 in Scarborough, England; † 6. Oktober 1991 in Westminster, England) war eine britische Politikerin.

## Leben
Burton brauchte drei Versuche, um als Mitglied des Parlaments gewählt zu werden. Zu ihrer ersten Wahl stellte sie sich 1943 für die Common Wealth Party. Ihre zweite Wahl war 1945, diesmal für die Labour Party. Bei den britischen Unterhauswahlen 1950 bekam sie dann einen Sitz im Parlament für den neu geschaffenen Wahlkreis Coventry South, den sie bis 1959 behielt, als sie von Philip Hocking abgelöst wurde.
Burton wurde im April 1962 als Baroness Burton von Coventry in der Grafschaft Warwickshire in den Adelsstand erhoben.
Burton verließ die Labour Party 1981, um der neu gegründeten Social Democratic Party beizutreten, sie wurde die Sprecherin im Oberhaus für Zivilluftfahrt und Verbraucherschutz.